# Mazówki
Mazówki – wieś w Polsce położona w województwie śląskim, w powiecie kłobuckim, w gminie Miedźno.
W latach 1975–1998 miejscowość administracyjnie należała do województwa częstochowskiego.
3 października 1863 w lesie pod Mazówkami doszło do bitwy oddziału powstańców styczniowych pod wodzą kapitana Jana Przybyłowicza i porucznika Konstantego Kraszewskiego z wojskami rosyjskimi. Mogiła 12 lub 13 poległych powstańców (w tym 9 znanych z nazwiska) znajduje się na starym cmentarzu parafialnym w Miedźnie. Na miejscu starcia w 2003 ustawiono obelisk z pamiątkową tablicą.
15 grudnia 2020 fragment pola bitewnego Bitwy pod Mazówkami z 3 października 1863 został wpisany do rejestru zabytków nieruchomych województwa śląskiego (nr rej. A/737/2020).